# Slippen (Schifffahrt)

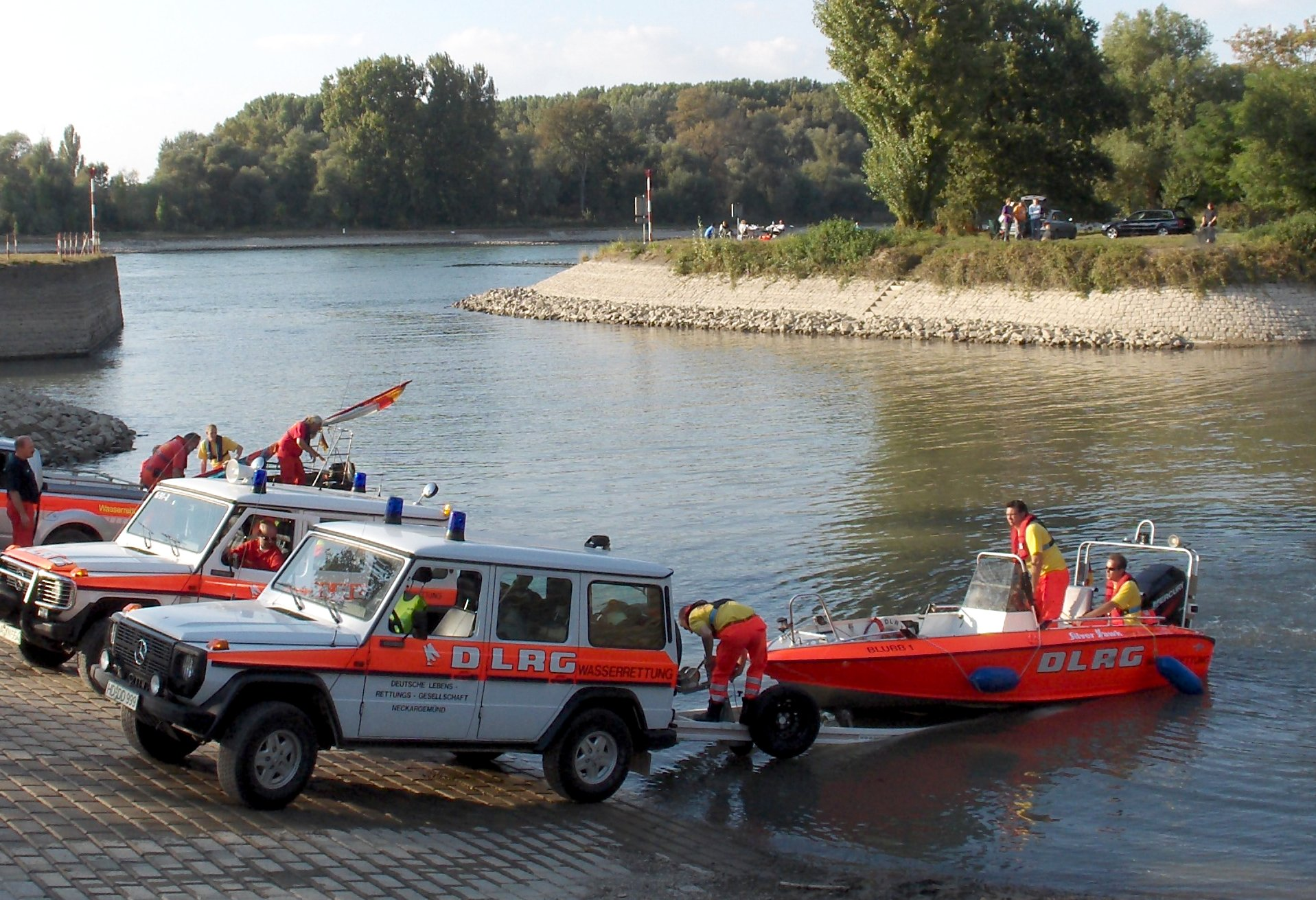
Slippen von Motorbooten in den Pionierhafen Karlsruhe/Rhein

Slippen (von engl. schlüpfen, gleiten) bedeutet in der Schifffahrt, Wasserfahrzeuge mit Hilfe eines Bootstrailers oder Slipwagens zu Wasser zu lassen oder aus dem Wasser holen.
Üblich ist dies insbesondere für Jollen, Sportboote und Sportkatamarane. Normalerweise benötigt man dazu eine Slipanlage (auch kurz Slip genannt). Das ist eine schräge Rampe, die bis ins tiefere Wasser hinein befestigt ist. In den meisten Häfen und bei Segelvereinen ist eine solche Slipanlage vorhanden. Öffentliche Slipanlagen findet man auch an öffentlichen Gewässern wie Wasserstraßen, Seen, Flüssen und im Küstenbereich. Ist das Ufer hinreichend flach, kann jedoch auch direkt vom Strand bzw. Ufer aus geslippt werden. Das Slippen gehört auch zu den zentralen Kompetenzen von Einrichtungen der DLRG, Wasserwacht oder Feuerwehr für ihre Schlauchboote, Mehrzweckboote oder Rettungsboote.
Slippen ist nur bei Booten mit niedrigem Tiefgang vernünftig möglich, weil sonst der Slipwagen zu weit ins Wasser gelassen werden muss und dann kaum noch wieder herausgezogen werden kann, vor allem beim Auswassern. Kielyachten werden für gewöhnlich nicht geslippt, sondern mit einem Kran ein- und ausgewassert.

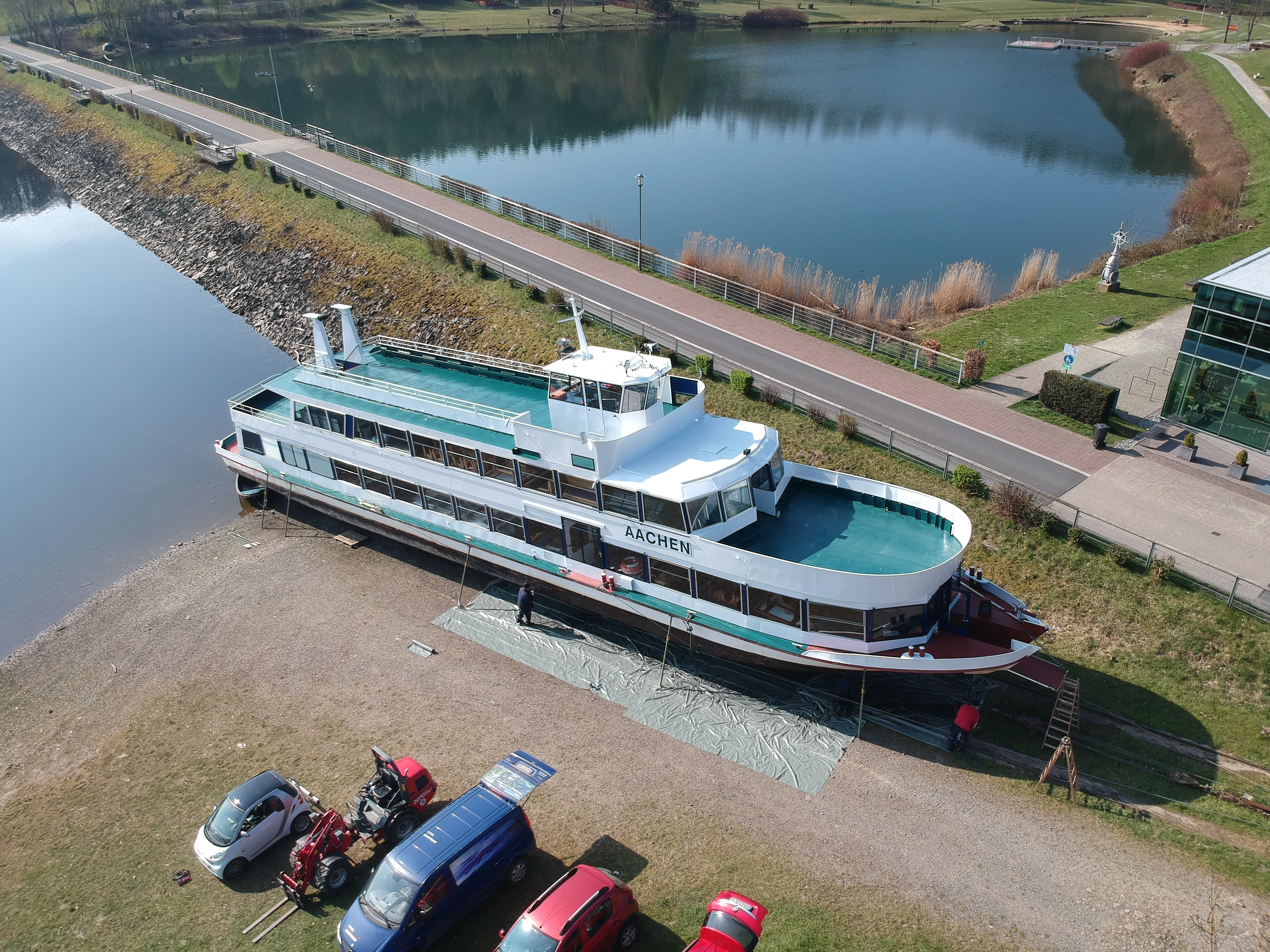
Slippen ist mit entsprechend dimensionierten Landanlagen auch mit größeren Schiffen möglich. Hier das FGS „Aachen“ der Rursee-Schifffahrt auf der Slipbahn in Rurberg.